# Kapcsa János
Kapcsa János (Álmosd, 1940. június 9. – Debrecen, 2011. május 9.) festőművész.

## Élete
Kapcsa János 1940-ben született Álmosdon. A debreceni Medgyessy Ferenc Képzőművészeti Körben tanult, Félegyházi László és Bíró Lajos tanítványaként. 
1963-tól szerepelt megyei és országos tárlatokon, köztük több alkalommal Debrecenben és más országos tárlatokon is. 1968-tól tagja a Képzőművészeti Alapnak is.
1970-ben a budapesti Fényes Adolf Teremben mutatta be alkotásait.
Festményei figuratív és nonfiguratív megfogalmazásúak. Mindig eredeti élményekől indul ki, ugyanakkor felhasználja a klasszikus avantgárd tanulságait is. Festészete többnyire szociális témakörű. Érzelmi kötődéssel az Alföldhöz, az ott élő emberekhez és motívumokhoz. A világot kissé műemlékszerűen látja, talán ezért is tűnnek tragikusnak, ahogyan megfesti képein. Alkotásait a grafika és a festői elemek ötvözetéből alakítja ki. Szűkebb világának népi hagyományai is megjelennek műveiben.
Debrecenben, 71 évesen, 2011 május 9-én hunyt el.